# Platsporig breeksteeltje
Het Platsporig breeksteeltje (Conocybe subxerophytica) is een schimmel behorend tot de familie Bolbitiaceae.

## Kenmerken

### Uiterlijke kenmerken
Hoed
De hoed heeft een diameter avn 4-12 (tot 15), semiglobate tot licht klokvormig of convex. Wanneer jong is de hoed roestbruin tot licht siennabruin van kleur en wordt bij het ouder worden lichter en helderder met een tan kleur en geelachtige randen, terwijl het midden donkerder bruin blijft. Het oppervlak is glad, hygrofaan (verandert van kleur bij vochtigheid) en heeft slechts lichte striaties.
Steel
De steel is 2-3,5 cm lang en 0,8-1,5 mm dik, met een iets verdikte basis van 1-2 mm. De kleur is licht geelwit bij jonge exemplaren, met een meer gele kleur in het midden, en wordt bij rijping oker- tot roestgeel over de gehele steel. De steel is bedekt met een fijn poederige, berijpte laag (farinose-pruinose) en kan lichte lengtestriemen vertonen.
Lamellen
De lamellen zijn aan de steel aangehecht (adnate), subdistant (redelijk verspreid) en beginnen lichtgeel van kleur om uiteindelijk roestbruin te worden.

### Microscopische kenmerken
De sporen zijn lentiform (lensvormig), glad en meten (8) 9,5-12 (14) × (5,5) 6,3-7,5 (9) × (4) 5-5,7 (7,5) μm. Ze hebben een sporewand van ongeveer 0,5 μm dik en een brede kiemporie van 1,2-2 μm. In water zijn ze geel, in kaliumhydroxide worden ze kastanjebruin tot roestbruin, met een roodachtige tint aan de wand in beide vloeistoffen.
De basidia zijn 4-sporig en meten 15-22 × 8,5-11,5 μm.
De steel is berijpt door de aanwezigheid van caulocystiden die lecithiform van vorm zijn, dat wil zeggen met een duidelijke kop (knopvormig uiteinde). Deze caulocystiden zijn vermengd met ronde tot eivormige cellen.

## Taxonomie
Conocybe subxerophytica werd in 1992 beschreven door Rolf Singer en Anton Hausknecht. De soort is ingedeeld in het geslacht Conocybe binnen de familie Bolbitiaceae. De naam subxerophytica verwijst naar de xerofytische (droge) omgeving waar de soort voorkomt.

## Habitat
Deze soort komt voor in droge graslanden, open terreinen en zuidgerichte hellingen met zandige, grindrijke of lössgronden. De vruchtlichamen verschijnen van mei tot juni, soms tot september. 

## Verspreiding
In Nederland is het platsporig breeksteeltje zeer zeldzaam. Ook is het gevonden in Oostenrijk en Griekenland.